# علي سامي يشير
علي سامي يشير (من مواليد 2 يناير 1985) هو لاعب كرة قدم جزائري يلعب لفريق أولمبي الشلف في الرابطة الجزائرية المحترفة الثانية لكرة القدم.
في سبتمبر 2013، انتشر مقطع فيديو يخطئ ياشير في مباراة بالدوري ضد شباب بلوزداد. فشل المهاجم في التسجيل في الشباك الفارغة بعد أن تعثر حارس المرمى فوق الكرة.

## تتويجات
- كأس الجزائر: 2014
- كأس السوبر الجزائري: 2014

## روابط خارجية
- علي سامي يشير على موقع قاعدة بيانات كرة القدم.إي يو (الإنجليزية)
- علي سامي يشير على موقع ليكيب (الفرنسية)